# Dmitrijs Hmizs
Dmitrijs Hmizs (ur. 31 lipca 1992 roku w Lipawie, Łotwa) – łotewski piłkarz, grający na pozycji prawego obrońcy.

## Kariera piłkarska

### Kariera klubowa
Jest wychowankiem drużyny Liepājas Metalurgs. Początkowo grał w zespole rezerw tej drużyny. W sezonie 2010 razem z nią zajął 4. pozycję w 1. līdze. 1 stycznia 2011 roku został przeniesiony do pierwszego zespołu tego klubu, który wówczas występował w Virslīdze. W sezonie 2011 jego zespół zajął 2. lokatę gromadząc 70 punktów. Tylko jednego punktu zabrakło do drużyny FK Ventspils, która zajęła pierwsze miejsce i zdobyła mistrzostwo Łotwy. Jego ekipie na pocieszenie pozostał udział w I rundzie kwalifikacyjnej do Ligi Europy. W następnym sezonie uplasował się z zespołem na 4. pozycji, tym razem tracąc 8 punktów do drużyny z pierwszego miejsca - klubu Daugava Dyneburg. W sezonie 2013 jego ekipa zakończyła rozgrywki na 5. lokacie. 1 stycznia 2014 roku na zasadzie wolnego transferu przeszedł do klubu Spartaks Jurmała. W sezonie 2014 jego drużyna uplasowała się na 6. pozycji. Jednak on sam nie dokończył sezonu z tym zespołem, ponieważ 1 lipca 2014 roku podpisał kontrakt z klubem FK Liepāja. Z nową drużyna zakończył sezon 2014 na 4. miejscu.
Nie ma informacji o tym do kiedy wiąże go umowa z klubem FK Liepāja.

### Kariera reprezentacyjna
Dmitrijs Hmizs wystąpił w ośmiu meczach reprezentacji Łotwy U-21. W barwach tej reprezentacji wystąpił w dwóch meczach w ramach eliminacji do Mistrzostw Europy U-21 w 2015 roku w Czechach. Jednak jego drużyna zajęła dopiero, przedostatnie, 4. miejsce w grupie, i w efekcie nie zakwalifikowała się na te mistrzostwa.

## Sukcesy i odznaczenia
- Wicemistrzostwo Łotwy (1 raz): 2011[3]